# بابک مرادی
بابک مرادی (زادهٔ ۷ مرداد ۱۳۷۲ در یاسوج) بازیکن فوتبال اهل ایران است که در پست وینگر راست بازی می‌کند.

## عملکرد باشگاهی

### فولاد
در سال ۲۰۱۹ به باشگاه فولاد پیوست و پس از انجام ۹ بازی از این باشگاه جدا شد.

### ماشین‌سازی
در سال ۱۳۹۸ به ماشین‌سازی پیوست و زیر نظر رسول خطیبی بازی‌های درخشانی را از خود به نمایش گذاشت اما در آخر فصل به صورت یک‌طرفه قراردادش را با ماشین‌سازی فسخ و به باشگاه استقلال پیوست.

### استقلال
بابک مرادی در شهریورماه ۱۳۹۹ و پس از مذاکره با احمد سعادتمند به آرزوی خود رسید و با تیم استقلال قرارداد امضا کرد.
و اولین بازی خود برای استقلال را در دقایق پایانی بازی برابر باشگاه فولاد انجام داد.
فسخ او با ماشین‌سازی و پیوستن به استقلال با حاشیه‌های زیادی همراه شد و مرادی با شکایت ماشین‌سازی در آذرماه ۱۳۹۹ به مدت ۴ماه محروم شد. اما با رسیدگی وکیل و خود او سرانجام در دی ماه ۱۳۹۹ تقلب ماشین‌سازی و زنوری (مالک باشگاه ماشین‌سازی و تراکتور تبریز) در پرونده وی ثابت شد و حکم محرومیت مرادی لغو گردید. بابک مرادی پس از محرومیت در ۲ بازی پیاپی برابر نفت مسجد سلیمان و نساجی موفق به ثبت پاس گل به وریا غفوری و فرشید اسماعیلی شد.

## آمار باشگاهی
تا تاریخ ۲۲ شهریور ۱۴۰۰
| عملکرد               | عملکرد               | عملکرد               | لیگ  | لیگ | جام      | جام      | قاره‌ای | قاره‌ای | مجموع | مجموع |
| فصل                  | باشگاه               | لیگ                  | بازی | گل  | بازی     | گل       | بازی   | گل     | بازی  | گل    |
| ایران                | ایران                | ایران                | لیگ  | لیگ | جام حذفی | جام حذفی | آسیا   | آسیا   | مجموع | مجموع |
| -------------------- | -------------------- | -------------------- | ---- | --- | -------- | -------- | ------ | ------ | ----- | ----- |
| ۲۰۱۲–۲۰۱۳            | پارسه                | لیگ آزادگان          | ۳    | ۰   | ۰        | ۰        | _      | _      | ۳     | ۰     |
| مجموع پارسه          | مجموع پارسه          | مجموع پارسه          | ۳    | ۰   | ۰        | ۰        | _      | _      | ۳     | ۰     |
| ۲۰۱۳–۲۰۱۴            | فولادیزد             | لیگ آزادگان          | ۶    | ۰   | ۰        | ۰        | _      | _      | ۶     | ۰     |
| مجموع فولاد یزد      | مجموع فولاد یزد      | مجموع فولاد یزد      | ۶    | ۰   | ۰        | ۰        | _      | _      | ۶     | ۰     |
| ۲۰۱۴–۲۰۱۵            | شهرداری‌تبریز         | لیگ آزادگان          | ۴    | ۰   | ۰        | ۰        | _      | _      | ۴     | ۰     |
| مجموع شهرداری تبریز  | مجموع شهرداری تبریز  | مجموع شهرداری تبریز  | ۴    | ۰   | ۰        | ۰        | _      | _      | ۴     | ۰     |
| ۲۰۱۵–۲۰۱۶            | آلومینوم‌اراک         | لیگ آزادگان          | ۸    | ۱   | ۰        | ۰        | _      | _      | ۸     | ۱     |
| مجموع آلومینیوم اراک | مجموع آلومینیوم اراک | مجموع آلومینیوم اراک | ۸    | ۱   | ۰        | ۰        | _      | _      | ۸     | ۱     |
| ۲۰۱۵–۲۰۱۶            | سیاه‌جامگان           | لیگ‌برتر              | ۱    | ۰   | ۱        | ۰        | _      | _      | ۲     | ۰     |
| مجموع سیاه جامگان    | مجموع سیاه جامگان    | مجموع سیاه جامگان    | ۱    | ۰   | ۱        | ۰        | _      | _      | ۲     | ۰     |
| ۲۰۱۶–۲۰۱۷            | راه‌آهن               | لیگ‌آزادگان           | ۲۳   | ۳   | ۰        | ۰        | _      | _      | ۲۳    | ۳     |
| مجموع راه‌آهن         | مجموع راه‌آهن         | مجموع راه‌آهن         | ۲۳   | ۳   | ۰        | ۰        | _      | _      | ۲۳    | ۳     |
| ۲۰۱۷–۲۰۱۸            | ملوان                | لیگ آزادگان          | ۲۸   | ۱۱  | ۲        | ۱        | _      | _      | ۳۰    | ۱۲    |
| ۲۰۱۸–۲۰۱۹            | ملوان                | لیگ آزادگان          | ۷    | ۰   | ۱        | ۰        | _      | _      | ۸     | ۰     |
| مجموع ملوان          | مجموع ملوان          | مجموع ملوان          | ۳۵   | ۱۱  | ۳        | ۱        | _      | _      | ۳۸    | ۱۲    |
| ۲۰۱۸–۲۰۱۹            | فولاد                | لیگ برتر             | ۹    | ۰   | ۰        | ۰        | _      | _      | ۹     | ۰     |
| مجموع فولاد          | مجموع فولاد          | مجموع فولاد          | ۹    | ۰   | ۰        | ۰        | _      | _      | ۹     | ۰     |
| ۲۰۱۹–۲۰۲۰            | ماشین‌سازی            | لیگ برتر             | ۲۵   | ۳   | ۱        | ۰        | _      | _      | ۲۶    | ۳     |
| مجموع ماشین‌سازی      | مجموع ماشین‌سازی      | مجموع ماشین‌سازی      | ۲۵   | ۳   | ۱        | ۰        | _      | _      | ۲۶    | ۳     |
| ۲۰۲۰–۲۰۲۱            | استقلال              | لیگ برتر             | ۱۱   | ۰   | ۴        | ۰        | ۳      | ۰      | ۱۸    | ۰     |
| ۲۰۲۱–۲۰۲۲            | استقلال              | لیگ برتر             | ۱    | ۰   | ۱        | ۰        | ۰      | ۰      | ۲     | ۰     |
| مجموع استقلال        | مجموع استقلال        | مجموع استقلال        | ۱۲   | ۰   | ۵        | ۰        | ۳      | ۰      | ۲۰    | ۰     |
| مجموع آمار           | مجموع آمار           | مجموع آمار           | ۱۲۶  | ۱۸  | ۱۰       | ۱        | ۳      | ۰      | ۱۳۹   | ۱۹    |

- آمار پاس گل

| فصل       | تیم       | پاس گل |
| --------- | --------- | ------ |
| ۲۰۱۷–۲۰۱۸ | ملوان     | ۳      |
| ۲۰۱۸–۲۰۱۹ | ملوان     | ۱      |
| ۲۰۱۹–۲۰۲۰ | ماشین‌سازی | ۱      |
| ۲۰۲۰–۲۰۲۱ | استقلال   | ۲      |
| مجموع     | مجموع     | ۷      |